# 雷娜特·施特歇尔
雷娜特·施特歇尔（德語：Renate Stecher，1950年5月12日—），旧姓迈斯纳（Meißner），德国女子田径运动员。她曾代表东德参加1972年和1976年夏季奥林匹克运动会田径比赛，获得三枚金牌、二枚银牌和一枚铜牌。